# Pseudophacidium kumaonense
Pseudophacidium kumaonense är en svampart som först beskrevs av S.K. Bose & E. Müll., och fick sitt nu gällande namn av DiCosmo, Nag Raj & W.B. Kendr. 1983. Pseudophacidium kumaonense ingår i släktet Pseudophacidium och familjen Ascodichaenaceae.   Inga underarter finns listade i Catalogue of Life.